# I liga argentyńska w piłce nożnej (1937)
Mistrzem Argentyny w roku 1937 został klub River Plate, natomiast tytuł wicemistrza Argentyny zdobył klub Independiente.
Do drugiej ligi spadły dwa ostatnie w tabeli kluby – Argentinos Juniors i CA Argentino de Quilmes. Na ich miejsce z drugiej ligi awansował klub Almagro Buenos Aires. Liga została zmniejszona z 18 do 17 klubów.

## Primera División

### Kolejka 1
| Data            | Mecz |
| --------------- | --- |
| 4 kwietnia 1937 | Argentinos Juniors – Talleres Remedios de Escalada 1:2 Juan S. Melgarejo – Luis Fernández, Ángel Unzué mecz rozegrany został na stadionie klubu River Plate |
| 4 kwietnia 1937 | Boca Juniors – Atlanta Buenos Aires 2:1 Francisco Providente (2) – Lorenzo Tornarolli                                                                       |
| 4 kwietnia 1937 | Chacarita Juniors – River Plate 1:3 Ricardo Barraza – Bernabé Ferreyra (2), José M. Moreno                                                                  |
| 4 kwietnia 1937 | Estudiantes La Plata – CA Huracán 2:3 Xenofonte Marconi, Jacinto Ferro – Francisco Viacaba, Emilio Baldonedo, Herminio Masantonio                           |
| 4 kwietnia 1937 | Independiente – Ferro Carril Oeste 2:0 Raúl Natino, Juan J. Zorrilla                                                                                        |
| 4 kwietnia 1937 | Club Atlético Lanús – CA Argentino de Quilmes 3:0 Benito Matas, Oscar Casco, Daniel Pícaro                                                                  |
| 4 kwietnia 1937 | CA Platense – CA Tigre 2:0 Raimundo Orsi k, Antonio Campilongo                                                                                              |
| 4 kwietnia 1937 | San Lorenzo de Almagro – Gimnasia y Esgrima La Plata 2:1 Arturo Naón, José Pérez – Jaime Ignacio                                                            |
| 4 kwietnia 1937 | CA Vélez Sarsfield – Racing Club de Avellaneda 1:2 José M. Noguera – Evaristo Barrera, Enrique Guaita                                                       |

### Kolejka 2
| Data             | Mecz |
| ---------------- | --- |
| 11 kwietnia 1937 | Atlanta Buenos Aires – CA Platense 2:2 Antonio Morales, José Freiges – Raimundo Orsi, Juan S. Prado                                                      |
| 11 kwietnia 1937 | Gimnasia y Esgrima La Plata – Argentinos Juniors 2:0 Jaime Ignacio, Héctor Narvarte                                                                      |
| 11 kwietnia 1937 | CA Huracán – Ferro Carril Oeste 3:2 Alberto Galateo, Herminio Masantonio, Juan Bongiovanni – Gabino Ballesteros (2)                                      |
| 11 kwietnia 1937 | CA Argentino de Quilmes – Estudiantes La Plata 1:3 Eduardo Leoncio – Tomás Videla (2), Pablo Nehín                                                       |
| 11 kwietnia 1937 | Racing Club de Avellaneda – San Lorenzo de Almagro 1:2 Evaristo Barrera – Arturo Naón (2)                                                                |
| 11 kwietnia 1937 | River Plate – Club Atlético Lanús 3:2 José M. Moreno, Renato Cesarini, Juan Sulpicio s – Daniel Pícaro (2)                                               |
| 11 kwietnia 1937 | Talleres Remedios de Escalada – Boca Juniors 2:2 Luis Fernández k, Alberto Lorenzo – Roberto Cherro, Francisco Varallo                                   |
| 11 kwietnia 1937 | CA Tigre – Chacarita Juniors 1:2 Iván De la Villa – Ricardo Barraza, Agustín Cascio                                                                      |
| 11 kwietnia 1937 | CA Vélez Sarsfield – Independiente 6:4 Emilio Reuben, Oscar De Dovitis (3), José M. Noguera, Victorio Spinetto – Arsenio Erico (3, 1k), Juan J. Zorrilla |

### Kolejka 3
| Data             | Mecz |
| ---------------- | --- |
| 18 kwietnia 1937 | Argentinos Juniors – Racing Club de Avellaneda 0:5 Evaristo Barrera (4, 1k), Alejandro Scopelli mecz rozegrany został na stadionie klubu River Plate |
| 18 kwietnia 1937 | Boca Juniors – Gimnasia y Esgrima La Plata 5:1 Francisco Providente (2), Francisco Varallo (3, 2k) – Jaime Ignacio k                                 |
| 18 kwietnia 1937 | Chacarita Juniors – Atlanta Buenos Aires 1:1 José Gómez – José Freiges                                                                               |
| 18 kwietnia 1937 | Estudiantes La Plata – River Plate 1:1 Eduardo Sande – José M. Moreno                                                                                |
| 18 kwietnia 1937 | Ferro Carril Oeste – CA Argentino de Quilmes 1:0 Bernardo Gandulla k                                                                                 |
| 18 kwietnia 1937 | Independiente – CA Huracán 0:1 Daniel Bálsamo |
| 18 kwietnia 1937 | Club Atlético Lanús – CA Tigre 3:0 Benito Matas, Daniel Pícaro (2)                                                                                   |
| 18 kwietnia 1937 | CA Platense – Talleres Remedios de Escalada 2:0 Raimundo Orsi, Raúl Mezzadra                                                                         |
| 18 kwietnia 1937 | San Lorenzo de Almagro – CA Vélez Sarsfield 2:2 Tomás Beristain, Rubén Cavadini – Ángel Fernández, Oscar De Dovitis                                  |

### Kolejka 4
| Data        | Mecz |
| ----------- | --- |
| 2 maja 1937 | Atlanta Buenos Aires – Club Atlético Lanús 1:2 Oscar Irazoqui k – Benito Matas (2)                                                  |
| 2 maja 1937 | Gimnasia y Esgrima La Plata – CA Platense 4:1 Isidoro Orleans (2), Jorge Albarracín, Manuel Fidel – Raimundo Orsi                   |
| 2 maja 1937 | CA Argentino de Quilmes – CA Huracán 1:2 Paulino López – José Sosa, Emilio Baldonedo                                                |
| 2 maja 1937 | Racing Club de Avellaneda – Boca Juniors 3:4 Evaristo Barrera, Alejandro Scopelli (2) – Francisco Varallo (3), Francisco Providente |
| 2 maja 1937 | River Plate – Ferro Carril Oeste 2:0 Renato Cesarini, Bernabé Ferreyra                                                              |
| 2 maja 1937 | San Lorenzo de Almagro – Independiente 3:3 Genaro Canteli, Ricardo Alarcón, Rubén Cavadini – Vicente de la Mata, Arsenio Erico (2)  |
| 2 maja 1937 | Talleres Remedios de Escalada – Chacarita Juniors 4:2 Amílcar Manoni (2), Alberto Lorenzo, Manuel Iturri – José García, Julio Gómez |
| 2 maja 1937 | CA Tigre – Estudiantes La Plata 2:3 Eibar Ríos, Aníbal Troncoso – Daniel Sabio, Xenofonte Marconi, Alberto Zozaya                   |
| 2 maja 1937 | CA Vélez Sarsfield – Argentinos Juniors 4:2 Hugo Lamanna (2), José M. Noguera (2) – Ubaldo Ortega (2)                               |

### Kolejka 5
| Data         | Mecz |
| ------------ | --- |
| 16 maja 1937 | Argentinos Juniors – San Lorenzo de Almagro 0:4 Ricardo Alarcón, Genaro Canteli (2), Rubén Cavadini mecz rozegrany został na stadionie klubu Sportivo Palermo          |
| 16 maja 1937 | Boca Juniors – CA Vélez Sarsfield 5:4 Alfredo Gáspari, Francisco Providente (2), Juan A. Sofía, Ernesto Lazzatti – Oscar De Dovitis (2), José M. Noguera, Hugo Lamanna |
| 16 maja 1937 | Chacarita Juniors – Gimnasia y Esgrima La Plata 3:4 Sebastián Guzmán (2), Ernesto Duchini – Luis Pérez, Héctor Narvarte, Manuel Fidel, Isidoro Orleans                 |
| 16 maja 1937 | Estudiantes La Plata – Atlanta Buenos Aires 2:2 Alberto Zozaya, Daniel Sabio – José Freiges, Julio Benavídez                                                           |
| 16 maja 1937 | Ferro Carril Oeste – CA Tigre 6:4 Bernardo Gandulla, José Agnelli (2), Raúl Emeal, Ramón Villagra, Nilo Odriozola – Aníbal Troncoso, Eibar Ríos (3)                    |
| 16 maja 1937 | CA Huracán – River Plate 2:1 Emilio Baldonedo, Héctor García – Bernabé Ferreyra                                                                                        |
| 16 maja 1937 | Independiente – CA Argentino de Quilmes 3:1 Arsenio Erico k, Juan J. Zorrilla, Vicente de la Mata – Paulino López                                                      |
| 16 maja 1937 | Club Atlético Lanús – Talleres Remedios de Escalada 4:1 Ángel Alfonso (2), Benito Matas, Daniel Pícaro – Alberto Lorenzo                                               |
| 16 maja 1937 | CA Platense – Racing Club de Avellaneda 1:2 Luis Timón – Enrique Guaita, Alejandro Scopelli                                                                            |

### Kolejka 6
| Data         | Mecz |
| ------------ | --- |
| 23 maja 1937 | Argentinos Juniors – Independiente 3:7 Ubaldo Ortega (2), Luis Rojas – Silvestre Pisa (3), Arsenio Erico (3), Juan J. Zorrilla mecz rozegrany został na stadionie klubu Sportivo Palermo |
| 23 maja 1937 | Atlanta Buenos Aires – Ferro Carril Oeste 4:1 Lorenzo Tornarolli (3), Julio Benavídez – Nilo Odriozola                                                                                   |
| 23 maja 1937 | Gimnasia y Esgrima La Plata – Club Atlético Lanús 1:1 Jorge Albarracín – Oscar Casco |
| 23 maja 1937 | Racing Club de Avellaneda – Chacarita Juniors 5:1 Alejandro Scopelli, Enrique García, Evaristo Barrera (3) – Agustín Cascio                                                              |
| 23 maja 1937 | River Plate – CA Argentino de Quilmes 6:1 José M. Moreno, Bernabé Ferreyra (3), Adolfo Pedernera, José M.Minella – José M. Minella s                                                     |
| 23 maja 1937 | San Lorenzo de Almagro – Boca Juniors 4:2 José Pérez, Héctor Cuenya s, Tomás Beristain (2, 2k) – Francisco Providente, Roberto Cherro                                                    |
| 23 maja 1937 | Talleres Remedios de Escalada – Estudiantes La Plata 4:1 Manuel Iturri (2), Alberto Lorenzo (2) – Pablo Nehín                                                                            |
| 23 maja 1937 | CA Tigre – CA Huracán 4:2 Aníbal Troncoso (3, 2k), Eibar Ríos – Emilio Baldonedo, Herminio Masantonio                                                                                    |
| 23 maja 1937 | CA Vélez Sarsfield – CA Platense 1:0 Rubén Albarracín |

### Kolejka 7
| Data         | Mecz |
| ------------ | --- |
| 30 maja 1937 | Boca Juniors – Argentinos Juniors 7:0 Alfredo Gáspari (3), Juan A. Sofía, Francisco Providente (2), Francisco Varallo  |
| 30 maja 1937 | Chacarita Juniors – CA Vélez Sarsfield 2:3 José García, Julio Gómez – Hugo Lamanna (2), Victorio Spinetto k            |
| 30 maja 1937 | Estudiantes La Plata – Gimnasia y Esgrima La Plata 0:2 Isidoro Orleans, Gabino Arregui                                 |
| 30 maja 1937 | Ferro Carril Oeste – Talleres Remedios de Escalada 3:2 Jaime Sarlanga, Raúl Emeal (2) – Tomás Garibaldi, Manuel Iturri |
| 30 maja 1937 | CA Huracán – Atlanta Buenos Aires 3:1 Daniel Bálsamo, Herminio Masantonio (2) – Julio Benavídez                        |
| 30 maja 1937 | Independiente – River Plate 1:2 Antonio Sastre – Eladio Vaschetto, Carlos Peucelle                                     |
| 30 maja 1937 | Club Atlético Lanús – Racing Club de Avellaneda 1:1 Benito Matas k – Evaristo Barrera                                  |
| 30 maja 1937 | CA Platense – San Lorenzo de Almagro 1:1 Gregorio Esperón k – Diego García                                             |
| 30 maja 1937 | CA Argentino de Quilmes – CA Tigre 1:1 Eduardo Leoncio – Alberto Castillo                                              |

### Kolejka 8
| Data           | Mecz |
| -------------- | --- |
| 6 czerwca 1937 | Argentinos Juniors – CA Platense 0:2 Raimundo Orsi, Antonio Campilongo mecz rozegrany został na stadionie klubu Ferro Carril Oeste                          |
| 6 czerwca 1937 | Atlanta Buenos Aires – CA Argentino de Quilmes 5:2 Antonio Morales, Oscar Irazoqui, Ismael Covacich, Lorenzo Tornarolli (2) – Paulino López, Pedro Cavillón |
| 6 czerwca 1937 | Boca Juniors – Independiente 0:1 Juan J. Zorrilla |
| 6 czerwca 1937 | Gimnasia y Esgrima La Plata – Ferro Carril Oeste 6:1 Manuel Fidel (2), Luis Pérez, Gabino Arregui, Tomás González (2) – Juan J. Maril                       |
| 6 czerwca 1937 | Racing Club de Avellaneda – Estudiantes La Plata 2:2 Evaristo Barrera (2, 1k) – Alberto Zozaya (2)                                                          |
| 6 czerwca 1937 | San Lorenzo de Almagro – Chacarita Juniors 1:1 Rubén Cavadini – José Gómez                                                                                  |
| 6 czerwca 1937 | Talleres Remedios de Escalada – CA Huracán 1:1 Manuel Iturri – Emilio Baldonedo                                                                             |
| 6 czerwca 1937 | CA Tigre – River Plate 1:2 Eibar Ríos – Adolfo Pedernera, Eladio Vaschetto                                                                                  |
| 6 czerwca 1937 | CA Vélez Sarsfield – Club Atlético Lanús 4:1 Hugo Lamanna, Pedro Valentini (2, 1k), José M. Noguera – Benito Matas                                          |

### Kolejka 9
| Data            | Mecz |
| --------------- | --- |
| 13 czerwca 1937 | Chacarita Juniors – Argentinos Juniors 3:1 Sebastián Guzmán, Agustín Cascio, César Roggero – Miguel Botinelli |
| 13 czerwca 1937 | Estudiantes La Plata – CA Vélez Sarsfield 2:0 Alberto Zozaya, Xenofonte Marconi                               |
| 13 czerwca 1937 | Ferro Carril Oeste – Racing Club de Avellaneda 1:2 Nilo Odriozola – Evaristo Barrera, Enrique Guaita          |
| 13 czerwca 1937 | CA Huracán – Gimnasia y Esgrima La Plata 2:3 Herminio Masantonio (2) – Gabino Arregui (2), Luis Pérez         |
| 13 czerwca 1937 | Independiente – CA Tigre 4:1 Raúl Natino, Emilio Reuben, Arsenio Erico, Vicente de la Mata – Eibar Ríos       |
| 13 czerwca 1937 | Club Atlético Lanús – San Lorenzo de Almagro 1:1 Ángel Alfonso – Tomás Beristain k                            |
| 13 czerwca 1937 | CA Platense – Boca Juniors 1:1 Luis Timón – Francisco Varallo                                                 |
| 13 czerwca 1937 | CA Argentino de Quilmes – Talleres Remedios de Escalada 1:2 Enrique Luchessi – Manuel Iturri, Alberto Lorenzo |
| 13 czerwca 1937 | River Plate – Atlanta Buenos Aires 4:0 Bernabé Ferreyra (3), Carlos Peucelle                                  |

### Kolejka 10
| Data            | Mecz |
| --------------- | --- |
| 27 czerwca 1937 | Argentinos Juniors – Club Atlético Lanús 1:1 Francisco Fandiño – Benito Matas mecz rozegrany został na stadionie klubu Sportivo Palermo    |
| 27 czerwca 1937 | Atlanta Buenos Aires – CA Tigre 1:0 José Freiges                                                                                           |
| 27 czerwca 1937 | Boca Juniors – Chacarita Juniors 5:2 Francisco Varallo (2), Alfredo Gáspari, Roberto Cherro (2) – César Roggero, Pedro Arico Suárez s      |
| 27 czerwca 1937 | Gimnasia y Esgrima La Plata – CA Argentino de Quilmes 6:0 Tomás González, Héctor Narvarte, Isidoro Orleans (2), Luis Pérez, Gabino Arregui |
| 27 czerwca 1937 | CA Platense – Independiente 2:5 Gregorio Esperón k, Luis Timón – Arsenio Erico (4, 1k), Juan J. Zorrilla                                   |
| 27 czerwca 1937 | Racing Club de Avellaneda – CA Huracán 3:3 Evaristo Barrera (2), Vicente Zito – Emilio Baldonedo, Daniel Bálsamo, Marcelo Lamas            |
| 27 czerwca 1937 | San Lorenzo de Almagro – Estudiantes La Plata 1:0 José Pérez                                                                               |
| 27 czerwca 1937 | Talleres Remedios de Escalada – River Plate 1:3 Alberto Lorenzo – José M.Moreno (2), Bernabé Ferreyra                                      |
| 27 czerwca 1937 | CA Vélez Sarsfield – Ferro Carril Oeste 2:1 José M. Noguera, Ángel Fernández – Alfredo Borgnia                                             |

### Kolejka 11
| Data         | Mecz |
| ------------ | --- |
| 4 lipca 1937 | Chacarita Juniors – CA Platense 1:1 José García – Adolfo Juárez                                                                                                 |
| 4 lipca 1937 | Estudiantes La Plata – Argentinos Juniors 2:0 Alberto Zozaya (2)                                                                                                |
| 4 lipca 1937 | Ferro Carril Oeste – San Lorenzo de Almagro 3:2 Raúl Emeal, Juan J. Maril (2) – Diego García, Rubén Cavadini                                                    |
| 4 lipca 1937 | CA Huracán – CA Vélez Sarsfield 2:0 Daniel Bálsamo, Emilio Baldonedo                                                                                            |
| 4 lipca 1937 | Independiente – Atlanta Buenos Aires 2:2 Emilio Reuben, Arsenio Erico – Carlos Colosía, Carlos Tobke                                                            |
| 4 lipca 1937 | Club Atlético Lanús – Boca Juniors 1:3 Domingos da Guía s – Francisco Varallo (2), Alfredo González                                                             |
| 4 lipca 1937 | CA Argentino de Quilmes – Racing Club de Avellaneda 3:4 Carlos Miranda (2), Pedro Edward – Enrique García, Vicente Zito, Alejandro Scopelli, Evaristo Barrera k |
| 4 lipca 1937 | River Plate – Gimnasia y Esgrima La Plata 3:0 José M. Moreno (2), Adolfo Pedernera                                                                              |
| 4 lipca 1937 | CA Tigre – Talleres Remedios de Escalada 5:2 Juan Marvezzi (3), Eibar Ríos, Ricardo Zatelli – Alberto Lorenzo (2, 1k)                                           |

### Kolejka 12
| Data          | Mecz |
| ------------- | --- |
| 11 lipca 1937 | Argentinos Juniors – Ferro Carril Oeste 4:2 Juan A. Devizia, Miguel Botinelli, Luis Rojas, Ubaldo Ortega – Bernardo Gandulla, Nilo Odriozola mecz rozegrany został na stadionie klubu Sportivo Palermo |
| 11 lipca 1937 | Boca Juniors – Estudiantes La Plata 4:1 Alfredo Gáspari, Francisco Varallo, Roberto Cherro, Aníbal Tenorio – Daniel Sabio                                                                              |
| 11 lipca 1937 | Chacarita Juniors – Independiente 1:0 Alberto Palomino |
| 11 lipca 1937 | Gimnasia y Esgrima La Plata – CA Tigre 0:1 Juan Marvezzi |
| 11 lipca 1937 | CA Platense – Club Atlético Lanús 2:1 Cataldo Spitale, Alfonso Núñez – Benito Matas |
| 11 lipca 1937 | Racing Club de Avellaneda – River Plate 2:3 Enrique García, Alejandro Scopelli – Gregorio Samaniego, Eladio Vaschetto, Bernabé Ferreyra                                                                |
| 11 lipca 1937 | San Lorenzo de Almagro – CA Huracán 1:0 Rubén Cavadini |
| 11 lipca 1937 | Talleres Remedios de Escalada – Atlanta Buenos Aires 1:2 mecz rozegrany został na stadionie klubu Lanús                                                                                                |
| 11 lipca 1937 | CA Vélez Sarsfield – CA Argentino de Quilmes 2:1 José M. Noguera, Tomás Camerlingo – Carlos Miranda |

### Kolejka 13
| Data          | Mecz |
| ------------- | --- |
| 18 lipca 1937 | Atlanta Buenos Aires – Gimnasia y Esgrima La Plata 1:2 Oscar Irazoqui k – Santiago Carignano s, Gabino Arregui                               |
| 18 lipca 1937 | Estudiantes La Plata – CA Platense 4:3 Alberto Zozaya (2), Bonifacio Casajous, Roberto Bugueyro – Luis Timón (2), Adolfo Juárez              |
| 18 lipca 1937 | Ferro Carril Oeste – Boca Juniors 2:2 Alfredo Borgnia, Bernardo Gandulla – Roberto Cherro, Aníbal Tenorio                                    |
| 18 lipca 1937 | CA Huracán – Argentinos Juniors 3:2 Emilio Baldonedo (2), Herminio Masantonio – Alfredo Pisapia, Raúl Santiso                                |
| 18 lipca 1937 | Independiente – Talleres Remedios de Escalada 8:0 Juan J. Zorrilla (2), Vicente de la Mata, Arsenio Erico (3), Emilio Reuben, Antonio Sastre |
| 18 lipca 1937 | Club Atlético Lanús – Chacarita Juniors 2:1 José Cordero, Julio A. Roca – Agustín Cascio                                                     |
| 18 lipca 1937 | CA Argentino de Quilmes – San Lorenzo de Almagro 2:4 Demetrio Conidares (2) – Arturo Naón (2), Rubén Cavadini, Diego García                  |
| 18 lipca 1937 | River Plate – CA Vélez Sarsfield 1:1 Renato Cesarini – Juan O. Lemus                                                                         |
| 18 lipca 1937 | CA Tigre – Racing Club de Avellaneda 2:1 Eibar Ríos, Juan Marvezzi – Evaristo Barrera                                                        |

### Kolejka 14
| Data          | Mecz |
| ------------- | --- |
| 25 lipca 1937 | Argentinos Juniors – CA Argentino de Quilmes 5:1 Miguel Botinelli k, Juan A. Devizia, Luis Rojas, Ubaldo Ortega, Alfredo Pisapia – Luis Fernández k mecz rozegrany został na stadionie klubu Ferro Carril Oeste |
| 25 lipca 1937 | Boca Juniors – CA Huracán 3:0 Alfredo González, Roberto Cherro, Francisco Providente |
| 25 lipca 1937 | Chacarita Juniors – Estudiantes La Plata 2:2 Alberto Palomino (2) – Eduardo Sande, Francisco Juariste |
| 25 lipca 1937 | Gimnasia y Esgrima La Plata – Talleres Remedios de Escalada 3:1 Luis Pérez (2), Tomás González – Manuel Iturri                                                                                                  |
| 25 lipca 1937 | Club Atlético Lanús – Independiente 2:3 Ángel Alfonso, Benito Matas – Vicente de la Mata, Emilio Reuben (2) |
| 25 lipca 1937 | CA Platense – Ferro Carril Oeste 1:2 Gregorio Esperón – Alfredo Borgnia (2) |
| 25 lipca 1937 | Racing Club de Avellaneda – Atlanta Buenos Aires 1:0 Enrique García |
| 25 lipca 1937 | San Lorenzo de Almagro – River Plate 1:1 Arturo Arrieta – José M. Moreno |
| 25 lipca 1937 | CA Vélez Sarsfield – CA Tigre 2:1 Ángel Fernández, Victorio Spinetto – Juan Marvezzi |

### Kolejka 15
| Data            | Mecz |
| --------------- | --- |
| 1 sierpnia 1937 | Atlanta Buenos Aires – CA Vélez Sarsfield 1:1 Carlos B. Moyano – Osvaldo Reta |
| 1 sierpnia 1937 | Estudiantes La Plata – Club Atlético Lanús 1:1 Alberto Zozaya – Benito Matas |
| 1 sierpnia 1937 | Ferro Carril Oeste – Chacarita Juniors 2:4 Bernardo Gandulla k, José L. Dacunto – Cayetano Potro (4) |
| 1 sierpnia 1937 | CA Huracán – CA Platense 5:1 Herminio Masantonio (3), Delfín Unzué, Emilio Baldonedo – Luis Timón |
| 1 sierpnia 1937 | Independiente – Gimnasia y Esgrima La Plata 4:2 Emilio Reuben, Antonio Sastre, Vicente de la Mata (2) – Luis Pérez, Manuel Fidel                                                                               |
| 1 sierpnia 1937 | CA Argentino de Quilmes – Boca Juniors 1:2 Luis Fernández – Alfredo González, Roberto Cherro |
| 1 sierpnia 1937 | River Plate – Argentinos Juniors 3:1 Gregorio Samaniego, Eladio Vaschetto, Esteban Malazzo – Ubaldo Ortega |
| 1 sierpnia 1937 | Talleres Remedios de Escalada – Racing Club de Avellaneda 3:4 Carlos Páez, Rubén Peluffo, Alberto Lorenzo – Evaristo Barrera (3), Vicente Zito mecz rozegrany został na stadionie klubu San Lorenzo de Almagro |
| 1 sierpnia 1937 | CA Tigre – San Lorenzo de Almagro 1:2 Aníbal Troncoso – Arturo Naón, Diego García |

### Kolejka 16
| Data            | Mecz |
| --------------- | --- |
| 7 sierpnia 1937 | Argentinos Juniors – CA Tigre 3:3 Teófilo Juárez s, Luis Rojas, Benjamín Coria – Juan Marvezzi (3) mecz rozegrany został na stadionie klubu Ferro Carril Oeste |
| 7 sierpnia 1937 | Boca Juniors – River Plate 2:1 Alfredo González, Roberto Cherro – Luis M. Rongo mecz rozegrany został na stadionie klubu San Lorenzo de Almagro                |
| 7 sierpnia 1937 | Chacarita Juniors – CA Huracán 3:1 Cayetano Potro (2), César Roggero – Ángel Lomiento                                                                          |
| 7 sierpnia 1937 | Estudiantes La Plata – Independiente 0:1 Antonio Sastre |
| 7 sierpnia 1937 | Club Atlético Lanús – Ferro Carril Oeste 3:1 Benito Matas, Oscar Paseggi (2) – Bernardo Gandulla                                                               |
| 7 sierpnia 1937 | CA Platense – CA Argentino de Quilmes 4:1 Gregorio Esperón, Cataldo Spitale, Raúl Aguirre, Antonio Campilongo – Pedro Edward                                   |
| 7 sierpnia 1937 | Racing Club de Avellaneda – Gimnasia y Esgrima La Plata 2:1 Robespierre López, Enrique García – Luis Pérez                                                     |
| 7 sierpnia 1937 | San Lorenzo de Almagro – Atlanta Buenos Aires 1:0 Diego García                                                                                                 |
| 7 sierpnia 1937 | CA Vélez Sarsfield – Talleres Remedios de Escalada 2:1 Juan O. Lemus, Oscar De Dovitis – Alberto Lorenzo                                                       |

### Kolejka 17
| Data             | Mecz |
| ---------------- | --- |
| 10 sierpnia 1937 | CA Huracán – Club Atlético Lanús 2:3 Emilio Baldonedo k, Ángel Lomiento – Juan Alonso k, Ángel Alfonso, Benito Matas              |
| 15 sierpnia 1937 | Atlanta Buenos Aires – Argentinos Juniors 2:1 Lorenzo Tornarolli, Oscar Irazoqui – Ubaldo Ortega                                  |
| 15 sierpnia 1937 | Ferro Carril Oeste – Estudiantes La Plata 2:3 Raúl Mezzadra, Bernardo Gandulla k – Xenofonte Marconi, Daniel Sabio, Eduardo Sande |
| 15 sierpnia 1937 | Gimnasia y Esgrima La Plata – CA Vélez Sarsfield 1:2 José Tombell k – José M. Noguera k, Oscar De Dovitis                         |
| 15 sierpnia 1937 | CA Argentino de Quilmes – Chacarita Juniors 1:1 Alberto Trapani – César Roggero                                                   |
| 15 sierpnia 1937 | Racing Club de Avellaneda – Independiente 1:4 Enrique Guaita – Antonio Sastre (2), Emilio Reuben (2)                              |
| 15 sierpnia 1937 | River Plate – CA Platense 4:0 Adolfo Pedernera (2), José M. Moreno, Agustín Cascio                                                |
| 15 sierpnia 1937 | Talleres Remedios de Escalada – San Lorenzo de Almagro 2:0 Carlos Páez, Alberto Lorenzo                                           |
| 15 sierpnia 1937 | CA Tigre – Boca Juniors 0:1 Alfredo González                                                                                      |

| Data           | Mecz o mistrzostwo pierwszej rundy sezonu 1937 |
| -------------- | --- |
| 11 lutego 1939 | Boca Juniors – River Plate 3:5 José Lizhterman (3) – Luis M. Rongo (2), Eladio Vaschetto (2), Adolfo Pedernera mecz rozegrany został na stadionie klubu San Lorenzo de Almagro |

### Kolejka 18
| Data             | Mecz |
| ---------------- | --- |
| 22 sierpnia 1937 | Atlanta Buenos Aires – Boca Juniors 2:3 José Freiges, Carlos Colosía – Alfredo González, Francisco Varallo (2) mecz rozegrany został na stadionie klubu Chacarita Juniors |
| 22 sierpnia 1937 | Ferro Carril Oeste – Independiente 1:0 Raúl Emeal |
| 22 sierpnia 1937 | Gimnasia y Esgrima La Plata – San Lorenzo de Almagro 3:2 Luis Pérez (2), Oscar Tarrío s – Genaro Canteli, Miguel A. Pantó                                                 |
| 22 sierpnia 1937 | CA Huracán – Estudiantes La Plata 4:1 Emilio Baldonedo (2, 1k), Herminio Masantonio (2) – Roberto Sbarra                                                                  |
| 22 sierpnia 1937 | CA Argentino de Quilmes – Club Atlético Lanús 3:2 Antonio Ciraolo (2), Demetrio Conidares – Juan Alonso k, Benito Matas                                                   |
| 22 sierpnia 1937 | Racing Club de Avellaneda – CA Vélez Sarsfield 5:1 Enrique García, Evaristo Barrera, Enrique Fogli, Enrique Guaita (2) – Oscar De Dovitis                                 |
| 22 sierpnia 1937 | River Plate – Chacarita Juniors 2:1 Adolfo Pedernera, Bernabé Ferreyra – Alberto Palomino                                                                                 |
| 22 sierpnia 1937 | Talleres Remedios de Escalada – Argentinos Juniors 0:1 Manuel Ferreiro |
| 22 sierpnia 1937 | CA Tigre – CA Platense 3:1 Juan Marvezzi (2), Aníbal Troncoso k – Antonio Campilongo                                                                                      |

### Kolejka 19
| Data             | Mecz |
| ---------------- | --- |
| 29 sierpnia 1937 | Argentinos Juniors – Gimnasia y Esgrima La Plata 2:1 Luis M. Rongo, Ubaldo Ortega – Manuel Fidel mecz rozegrany został na stadionie klubu Huracán                         |
| 29 sierpnia 1937 | Boca Juniors – Talleres Remedios de Escalada 2:2 Aníbal Tenorio (2) – Carlos Páez, Ramón Vales                                                                            |
| 29 sierpnia 1937 | Chacarita Juniors – CA Tigre 2:1 César Roggero, Alberto Palomino – Eibar Ríos                                                                                             |
| 29 sierpnia 1937 | Estudiantes La Plata – CA Argentino de Quilmes 4:1 Eduardo Sande (2), Tomás Videla (2) – Héctor Blotto s                                                                  |
| 29 sierpnia 1937 | Ferro Carril Oeste – CA Huracán 4:3 Jaime Sarlanga, Alfredo Borgnia, Bernardo Gandulla (2) – Herminio Masantonio (3) mecz rozegrany został na stadionie klubu River Plate |
| 29 sierpnia 1937 | Independiente – CA Vélez Sarsfield 3:0 Arsenio Erico, Vicente de la Mata, Celestino Martínez                                                                              |
| 29 sierpnia 1937 | Club Atlético Lanús – River Plate 2:3 Benito Matas (2) – Bernabé Ferreyra (2), Agustín Cascio                                                                             |
| 29 sierpnia 1937 | CA Platense – Atlanta Buenos Aires 2:2 Gregorio Esperón k, Juan S. Prado – Oscar Irazoqui k, Lorenzo Tornarolli                                                           |
| 29 sierpnia 1937 | San Lorenzo de Almagro – Racing Club de Avellaneda 2:2 Rubén Cavadini, Ricardo Alarcón k – Alejandro Scopelli, Vicente Zito                                               |

### Kolejka 20
| Data             | Mecz |
| ---------------- | --- |
| 12 września 1937 | Atlanta Buenos Aires – Chacarita Juniors 1:0 Lorenzo Tornarolli                                                                                         |
| 12 września 1937 | Gimnasia y Esgrima La Plata – Boca Juniors 2:1 Luis Pérez, Manuel Fidel – Alfredo González                                                              |
| 12 września 1937 | CA Huracán – Independiente 2:4 Herminio Masantonio (2) – Emilio Reuben, Arsenio Erico (3)                                                               |
| 12 września 1937 | CA Argentino de Quilmes – Ferro Carril Oeste 2:3 Demetrio Conidares, Antonio Ciraolo – Alfredo Borgnia, Bernardo Gandulla, Jaime Sarlanga               |
| 12 września 1937 | Racing Club de Avellaneda – Argentinos Juniors 6:2 Enrique García, Vicente Zito, Dante Bianchi, Evaristo Barrera (2), Enrique Fogli – Luis M. Rongo (2) |
| 12 września 1937 | River Plate – Estudiantes La Plata 3:0 Bernabé Ferreyra, José M.Moreno (2)                                                                              |
| 12 września 1937 | Talleres Remedios de Escalada – CA Platense 0:3 Cataldo Spitale, Raúl Aguirre, Luis A. Sánchez                                                          |
| 12 września 1937 | CA Tigre – Club Atlético Lanús 4:2 Aníbal Troncoso (3), Juan Marvezzi – Benito Matas (2)                                                                |
| 12 września 1937 | CA Vélez Sarsfield – San Lorenzo de Almagro 1:2 Victorio Spinetto k – Ricardo Alarcón, José Pérez                                                       |

### Kolejka 21
| Data             | Mecz |
| ---------------- | --- |
| 19 września 1937 | Argentinos Juniors – CA Vélez Sarsfield 0:3 Oscar Barralía, Enrique Noguera, Victorio Spinetto mecz rozegrany został na stadionie klubu River Plate |
| 19 września 1937 | Boca Juniors – Racing Club de Avellaneda 7:1 Roberto Cherro (2), Francisco Varallo (2), Aníbal Tenorio (2), Francisco Angeletti – Enrique Guaita    |
| 19 września 1937 | Chacarita Juniors – Talleres Remedios de Escalada 0:1 Manuel Iturri                                                                                 |
| 19 września 1937 | Estudiantes La Plata – CA Tigre 2:4 Ángel Laferrara, Roberto Sbarra – Juan Marvezzi (2), Aníbal Troncoso (2)                                        |
| 19 września 1937 | Ferro Carril Oeste – River Plate 1:3 mecz rozegrany został na stadionie klubu San Lorenzo de Almagro                                                |
| 19 września 1937 | CA Huracán – CA Argentino de Quilmes 5:0 Herminio Masantonio, Emilio Baldonedo, Daniel Bálsamo (3)                                                  |
| 19 września 1937 | Independiente – San Lorenzo de Almagro 3:2 Arsenio Erico, Juan J. Zorrilla, Vicente de la Mata – José Pérez, Miguel A. Pantó                        |
| 19 września 1937 | Club Atlético Lanús – Atlanta Buenos Aires 2:7 Benito Matas, Ángel Alfonso – José Freiges, Carlos Colosia (2), José Martínez (4)                    |
| 24 września 1937 | CA Platense – Gimnasia y Esgrima La Plata 3:1 Raúl Aguirre (2), Raimundo Orsi – Oscar Montañez k                                                    |

### Kolejka 22
| Data             | Mecz |
| ---------------- | --- |
| 26 września 1937 | Atlanta Buenos Aires – Estudiantes La Plata 1:2 Antonio Del Felice – Daniel Sabio, Tomás Videla                                      |
| 26 września 1937 | Gimnasia y Esgrima La Plata – Chacarita Juniors 3:3 Oscar Montañez k, Luis Pérez (2) – Alberto Palomino, José Gómez, Julio Gómez     |
| 26 września 1937 | CA Argentino de Quilmes – Independiente 1:7 Sebastián Guzmán – Arsenio Erico (6), Adolfo Martínez                                    |
| 26 września 1937 | Racing Club de Avellaneda – CA Platense 0:2 Adolfo Juárez, Raúl Aguirre                                                              |
| 26 września 1937 | River Plate – CA Huracán 2:5 Carlos Peucelle, José M. Moreno – Herminio Masantonio, Emilio Baldonedo (3), Francisco Viacaba          |
| 26 września 1937 | San Lorenzo de Almagro – Argentinos Juniors 6:2 Rubén Cavadini, Arturo Naón (2), José Pérez (2), Ricardo Alarcón – Luis M. Rongo (2) |
| 26 września 1937 | Talleres Remedios de Escalada – Club Atlético Lanús 2:1 Luis Zubizarreta, Alberto Lorenzo – José Lamas                               |
| 26 września 1937 | CA Tigre – Ferro Carril Oeste 1:3 Juan Marvezzi – Jaime Sarlanga (2), Bernardo Gandulla                                              |
| 26 września 1937 | CA Vélez Sarsfield – Boca Juniors 2:1 Oscar De Dovitis, José M. Noguera – Aníbal Tenorio                                             |

### Kolejka 23
| Data                | Mecz |
| ------------------- | --- |
| 3 października 1937 | Boca Juniors – San Lorenzo de Almagro 3:1 Roberto Cherro, Francisco Varallo (2) – Rubén Cavadini                                                  |
| 3 października 1937 | Chacarita Juniors – Racing Club de Avellaneda 0:2 Alejandro Scopelli, Mario Avalle                                                                |
| 3 października 1937 | Estudiantes La Plata – Talleres Remedios de Escalada 5:1 Ángel Laferrara, Daniel Sabio (2), Xenofonte Marconi k, Bonifacio Casajous – Ramón Vales |
| 3 października 1937 | Ferro Carril Oeste – Atlanta Buenos Aires 4:1 Bernardo Gandulla (2), Jaime Sarlanga (2) – Lorenzo Tornarolli                                      |
| 3 października 1937 | CA Huracán – CA Tigre 1:0 Herminio Masantonio |
| 3 października 1937 | Independiente – Argentinos Juniors 3:2 Arsenio Erico, Vicente de la Mata (2) – Ubaldo Ortega, Manuel Ferreiro                                     |
| 3 października 1937 | Club Atlético Lanús – Gimnasia y Esgrima La Plata 0:2 Manuel Fidel, Gabino Arregui                                                                |
| 3 października 1937 | CA Platense – CA Vélez Sarsfield 3:1 Raimundo Orsi, Luis A. Sánchez (2) – Oscar Barralía                                                          |
| 3 października 1937 | CA Argentino de Quilmes – River Plate 0:3 Bernabé Ferreyra, José M. Moreno, Carlos Peucelle                                                       |

### Kolejka 24
| Data                 | Mecz |
| -------------------- | --- |
| 10 października 1937 | Atlanta Buenos Aires – CA Huracán 3:2 Carlos Colosia (2), Lorenzo Tornarolli – Francisco Viacaba, Jorge Alberti                                                                |
| 17 października 1937 | Argentinos Juniors – Boca Juniors 1:3 Luis M. Rongo – Alfredo González (2), Miguel Careri mecz rozegrany został na stadionie klubu Ferro Carril Oeste                          |
| 17 października 1937 | Gimnasia y Esgrima La Plata – Estudiantes La Plata 1:0 Isidoro Orleans |
| 17 października 1937 | Racing Club de Avellaneda – Club Atlético Lanús 5:0 Evaristo Barrera, Andrés Coll, Alejandro Scopelli, José Díaz, Vicente Zito                                                 |
| 17 października 1937 | River Plate – Independiente 4:3 Bernabé Ferreyra, Adolfo Pedernera k, Carlos Peucelle, Eladio Vaschetto – Emilio Reuben, Vicente de la Mata, Arsenio Erico                     |
| 17 października 1937 | San Lorenzo de Almagro – CA Platense 0:3 Luis A. Sánchez (2), Antonio Campilongo                                                                                               |
| 17 października 1937 | Talleres Remedios de Escalada – Ferro Carril Oeste 4:3 Herminio Fortunato, Tomás Garibaldi, Amílcar Manoni, Carlos Páez k – José L. Dacunto, Jaime Sarlanga, Bernardo Gandulla |
| 17 października 1937 | CA Tigre – CA Argentino de Quilmes 2:0 Eibar Ríos, Juan Marvezzi |
| 17 października 1937 | CA Vélez Sarsfield – Chacarita Juniors 5:2 Victorio Spinetto (4), Oscar Barralía – César Roggero, Alberto Palomino                                                             |

### Kolejka 25
| Data                 | Mecz |
| -------------------- | --- |
| 24 października 1937 | Chacarita Juniors – San Lorenzo de Almagro 3:2 Alberto Palomino (2), Pascual Losso – Diego García, Ricardo Alarcón                                        |
| 24 października 1937 | Estudiantes La Plata – Racing Club de Avellaneda 3:0 Roberto Sbarra, Daniel Sabio, Alberto Zozaya                                                         |
| 24 października 1937 | Ferro Carril Oeste – Gimnasia y Esgrima La Plata 3:3 Jaime Sarlanga, Bernardo Gandulla, Pascual Alessio – Gabino Arregui (2), Isidoro Orleans             |
| 24 października 1937 | CA Huracán – Talleres Remedios de Escalada 6:2 Carlos Belfiore (3), Francisco Viacaba, Daniel Bálsamo, Emilio Baldonedo – Antonio Lorenzo, Amílcar Manoni |
| 24 października 1937 | Independiente – Boca Juniors 3:0<vr>Vicente de la Mata, Arsenio Erico (2)                                                                                 |
| 24 października 1937 | Club Atlético Lanús – CA Vélez Sarsfield 2:0 Ángel Alfonso, Daniel Pícaro                                                                                 |
| 24 października 1937 | CA Platense – Argentinos Juniors 2:0 Antonio Campilongo, Raúl Aguirre                                                                                     |
| 24 października 1937 | CA Argentino de Quilmes – Atlanta Buenos Aires 4:0 Luis Fernández, H. Alvarez (2), Antonio Ciraolo                                                        |
| 24 października 1937 | River Plate – CA Tigre 5:1 Eladio Vaschetto, Bernabé Ferreyra, José M. Moreno (3) – Aníbal Troncoso                                                       |

### Kolejka 26
| Data                 | Mecz |
| -------------------- | --- |
| 31 października 1937 | Argentinos Juniors – Chacarita Juniors 1:2 Luis M. Rongo – Julio Gómez, César Roggero mecz rozegrany został na stadionie klubu Ferro Carril Oeste  |
| 31 października 1937 | Atlanta Buenos Aires – River Plate 1:4 Oscar Irazoqui k – Carlos Peucelle, Bernabé Ferreyra, Adolfo Pedernera, José M. Moreno                      |
| 31 października 1937 | Boca Juniors – CA Platense 1:1 Alfredo González – Raúl Aguirre                                                                                     |
| 31 października 1937 | Gimnasia y Esgrima La Plata – CA Huracán 1:1 Gabino Arregui – Daniel Bálsamo                                                                       |
| 31 października 1937 | Racing Club de Avellaneda – Ferro Carril Oeste 2:2 Evaristo Barrera (2) – Alfredo Borgnia (2) mecz rozegrany został na stadionie klubu River Plate |
| 31 października 1937 | San Lorenzo de Almagro – Club Atlético Lanús 7:0 Ricardo Alarcón (4, 1k), Diego García, Mario Scavone, Salustiano Vidal                            |
| 31 października 1937 | Talleres Remedios de Escalada – CA Argentino de Quilmes 2:2 Amílcar Manoni, Manuel Iturri – H. Álvarez, Antonio Ciraolo                            |
| 31 października 1937 | CA Tigre – Independiente 3:4 Aníbal Troncoso (2, 2k), Juan Marvezzi – Emilio Reuben (2), Arsenio Erico (2)                                         |
| 31 października 1937 | CA Vélez Sarsfield – Estudiantes La Plata 2:1 Iván Mayo, Victorio Spinetto k – Tomás Videla                                                        |

### Kolejka 27
| Data             | Mecz |
| ---------------- | --- |
| 7 listopada 1937 | Chacarita Juniors – Boca Juniors 3:2 César Roggero, Alberto Palomino (2) – Aníbal Tenorio, Roberto Terzolo s                                |
| 7 listopada 1937 | Estudiantes La Plata – San Lorenzo de Almagro 2:2 Ángel Laferrera (2) – Ricardo Alarcón (2, 1k)                                             |
| 7 listopada 1937 | Ferro Carril Oeste – CA Vélez Sarsfield 3:1 Bernardo Gandulla (2, 1k), Jaime Sarlanga – Osvaldo Reta                                        |
| 7 listopada 1937 | CA Huracán – Racing Club de Avellaneda 2:2 Herminio Masantonio, Daniel Bálsamo – Alejandro Scopelli, Enrique Guaita                         |
| 7 listopada 1937 | Independiente – CA Platense 2:1 mecz rozegrany został na stadionie klubu Racing                                                             |
| 7 listopada 1937 | Club Atlético Lanús – Argentinos Juniors 7:0 Sebastián Geijo, Daniel Pícaro (3), Oscar Paseggi (2), Ángel Alfonso                           |
| 7 listopada 1937 | CA Argentino de Quilmes – Gimnasia y Esgrima La Plata 1:2 Luis Fernández – Luis Pérez (2)                                                   |
| 7 listopada 1937 | River Plate – Talleres Remedios de Escalada 6:1 Bernabé Ferreyra (4), Adolfo Pedernera, José M.Moreno – Rubén Peluffo                       |
| 7 listopada 1937 | CA Tigre – Atlanta Buenos Aires 3:4 Juan Marvezzi, Juan A. Fattoni, Juan C. Valentini – José Martínez (2), José Freiges, Santiago Oubiñas s |

### Kolejka 28
| Data              | Mecz |
| ----------------- | --- |
| 14 listopada 1937 | Argentinos Juniors – Estudiantes La Plata 0:1 Alberto Zozaya mecz rozegrany został na stadionie klubu Ferro Carril Oeste |
| 14 listopada 1937 | Atlanta Buenos Aires – Independiente 0:1 Antonio Sastre                                                                  |
| 14 listopada 1937 | Boca Juniors – Club Atlético Lanús 6:1 Miguel Careri (2), Roberto Cherro, Atilio García (3) – José Lamas                 |
| 14 listopada 1937 | Gimnasia y Esgrima La Plata – River Plate 1:4 Manuel Fidel – José M. Moreno (2), Carlos Peucelle, Bernabé Ferreyra       |
| 14 listopada 1937 | CA Platense – Chacarita Juniors 3:3 Cataldo Spitale, Oscar Luppo, Juan S. Prado – César Roggero, Alberto Palomino (2)    |
| 14 listopada 1937 | Racing Club de Avellaneda – CA Argentino de Quilmes 6:0 Oscar Larretchart (3), Alejandro Scopelli, Enrique Guaita (2)    |
| 14 listopada 1937 | San Lorenzo de Almagro – Ferro Carril Oeste 1:4 Diego García – Jaime Sarlanga (2), Bernardo Gandulla (2)                 |
| 14 listopada 1937 | Talleres Remedios de Escalada – CA Tigre 3:0 Carlos Maiola, Alberto Lorenzo, Tomás Garibaldi                             |
| 14 listopada 1937 | CA Vélez Sarsfield – CA Huracán 3:1 Oscar De Dovitis, Victorio Spinetto, Juan O. Lemus – Herminio Masantonio             |

### Kolejka 29
| Data              | Mecz |
| ----------------- | --- |
| 21 listopada 1937 | Atlanta Buenos Aires – Talleres Remedios de Escalada 4:2 José Freiges (2), Antonio Morales, José Martínez – Alberto Lorenzo, Amílcar Manoni     |
| 21 listopada 1937 | Estudiantes La Plata – Boca Juniors 3:1 Alberto Zozaya (3) – Alfredo González                                                                   |
| 21 listopada 1937 | Ferro Carril Oeste – Argentinos Juniors 4:2 José L. Dacunto, Juan J. Maril, Bernardo Gandulla, Alfredo Borgnia – Luis M. Rongo, Manuel Ferreiro |
| 21 listopada 1937 | CA Huracán – San Lorenzo de Almagro 0:1 Genaro Canteli                                                                                          |
| 21 listopada 1937 | Independiente – Chacarita Juniors 3:2 Raúl Natino (2), Sabino Coletta – Alberto Palomino, Cayetano Potro                                        |
| 21 listopada 1937 | Club Atlético Lanús – CA Platense 5:1 Benito Matas (2), Oscar Paseggi, Sebastián Geijo (2) – Raimundo Orsi                                      |
| 21 listopada 1937 | CA Argentino de Quilmes – CA Vélez Sarsfield 0:1 Florencio Caffaratti                                                                           |
| 21 listopada 1937 | River Plate – Racing Club de Avellaneda 4:4 José M. Moreno (2), Bernabé Ferreyra, Carlos Peucelle – Alejandro Scopelli (3), Enrique Guaita      |
| 21 listopada 1937 | CA Tigre – Gimnasia y Esgrima La Plata 3:2 Aníbal Troncoso (2), Eibar Ríos – Oscar Montañez k, Isidoro Orleans                                  |

### Kolejka 30
| Data              | Mecz |
| ----------------- | --- |
| 28 listopada 1937 | Argentinos Juniors – CA Huracán 1:5 Ricardo Giordano – Francisco Viacaba (2), Herminio Masantonio, Daniel Bálsamo, Emilio Baldonedo mecz rozegrany został na stadionie klubu Ferro Carril Oeste |
| 28 listopada 1937 | Boca Juniors – Ferro Carril Oeste 3:2 Roberto Cherro, Francisco Varallo (2, 1k) – Bernardo Gandulla, Alfredo Borgnia                                                                            |
| 28 listopada 1937 | Chacarita Juniors – Club Atlético Lanús 1:3 Julio Gómez – Sebastián Geijo, Daniel Pícaro, Julio A. Roca                                                                                         |
| 28 listopada 1937 | Gimnasia y Esgrima La Plata – Atlanta Buenos Aires 2:2 Gabino Arregui, Luis Pérez – Oscar Irazoqui (2)                                                                                          |
| 28 listopada 1937 | CA Platense – Estudiantes La Plata 1:2 Luis A. Sánchez – Alberto Zozaya (2) |
| 28 listopada 1937 | Racing Club de Avellaneda – CA Tigre 6:2 Oscar Larretchart (2), Vicente Zito (2), Enrique Guaita (2) – Juan Marvezzi, Juan A. Fattoni                                                           |
| 28 listopada 1937 | San Lorenzo de Almagro – CA Argentino de Quilmes 2:1 Genaro Canteli, Rubén Cavadini – H. Álvarez mecz rozegrany został na stadionie klubu River Plate                                           |
| 28 listopada 1937 | Talleres Remedios de Escalada – Independiente 2:3 Amílcar Manoni, Carlos Páez – Arsenio Erico (2), Raúl Natino                                                                                  |
| 28 listopada 1937 | CA Vélez Sarsfield – River Plate 1:2 Juan O. Lemus – Carlos Peucelle, José M. Moreno |

### Kolejka 31
| Data           | Mecz |
| -------------- | --- |
| 4 grudnia 1937 | Estudiantes La Plata – Chacarita Juniors 2:2 Agustín Iturría, Bonifacio Casajous – Cayetano Potro, César Roggero                           |
| 5 grudnia 1937 | Atlanta Buenos Aires – Racing Club de Avellaneda 0:2 Enrique García, Enrique Guaita                                                        |
| 5 grudnia 1937 | Ferro Carril Oeste – CA Platense 4:1 Jaime Sarlanga (2), Alfredo Borgnia, José L. Dacunto – Luis A. Sánchez                                |
| 5 grudnia 1937 | CA Huracán – Boca Juniors 2:1 Herminio Masantonio (2) – Alfredo Gáspari                                                                    |
| 5 grudnia 1937 | Independiente – Club Atlético Lanús 6:1 Vicente de la Mata, Arsenio Erico (3), Antonio Sastre, Emilio Reuben – Amadeo Severino             |
| 5 grudnia 1937 | CA Argentino de Quilmes – Argentinos Juniors 3:3 H. Álvarez (2), Luis Fernández – Luis Rojas (2), José Mercado                             |
| 5 grudnia 1937 | River Plate – San Lorenzo de Almagro 6:1 José M. Moreno (2), Carlos Peucelle (3), Adolfo Pedernera – Ricardo Alarcón                       |
| 5 grudnia 1937 | Talleres Remedios de Escalada – Gimnasia y Esgrima La Plata 4:1 Amílcar Manoni, Alberto Lorenzo, Carlos Páez k, Manuel Iturri – Luis Pérez |
| 5 grudnia 1937 | CA Tigre – CA Vélez Sarsfield 3:1 Aníbal Troncoso, Juan Marvezzi (2) – José M. Noguera                                                     |

### Kolejka 32
| Data           | Mecz |
| -------------- | --- |
| 8 grudnia 1937 | Argentinos Juniors – River Plate 0:6 José M. Moreno (3), Eladio Vaschetto, Carlos Peucelle,? mecz rozegrany został na stadionie klubu Ferro Carril Oeste |
| 8 grudnia 1937 | Boca Juniors – CA Argentino de Quilmes 7:3 Roberto Cherro (3), Francisco Angeletti, Atilio García (2, 1k), Miguel Careri – Luis Fernández, Raúl Páez (2) |
| 8 grudnia 1937 | Chacarita Juniors – Ferro Carril Oeste 3:3 Alberto Palomino (3) – Alfredo Borgnia, José L. Dacunto, Bernardo Gandulla                                    |
| 8 grudnia 1937 | Gimnasia y Esgrima La Plata – Independiente 3:1 Luis Pérez, Isidoro Orleans, Manuel Fidel – Arsenio Erico                                                |
| 8 grudnia 1937 | Club Atlético Lanús – Estudiantes La Plata 4:3 José L. López (2), Daniel Pícaro (2) – Agustín Iturría, Alejo Fuertes, Bonifacio Casajous                 |
| 8 grudnia 1937 | CA Platense – CA Huracán 4:3 Raúl Aguirre (2), Adolfo Juárez (2) – Emilio Baldonedo (3)                                                                  |
| 8 grudnia 1937 | Racing Club de Avellaneda – Talleres Remedios de Escalada 2:2 Oscar Larretchart (2) – Alberto Lorenzo, Carlos Maiola                                     |
| 8 grudnia 1937 | San Lorenzo de Almagro – CA Tigre 2:2 Tomás Beristain, Ricardo Alarcón – Juan Marvezi, Eibar Ríos                                                        |
| 8 grudnia 1937 | CA Vélez Sarsfield – Atlanta Buenos Aires 2:0 Florencio Caffaratti, Osvaldo Reta                                                                         |

### Kolejka 33
| Data            | Mecz |
| --------------- | --- |
| 12 grudnia 1937 | Atlanta Buenos Aires – San Lorenzo de Almagro 4:1 José Martínez, Lorenzo Tornarolli, Antonio Morales, Ricardo Mesuracco – Pablo Invernizzi |
| 12 grudnia 1937 | Ferro Carril Oeste – Club Atlético Lanús 3:2 Alberto Lijé, Juan J. Maril, Jaime Sarlanga – José L. López, Sebastián Geijo                  |
| 12 grudnia 1937 | Gimnasia y Esgrima La Plata – Racing Club de Avellaneda 1:0 Luis Pérez                                                                     |
| 12 grudnia 1937 | CA Huracán – Chacarita Juniors 5:0 Herminio Masantonio (2), Daniel Bálsamo (2), Emilio Baldonedo                                           |
| 12 grudnia 1937 | Independiente – Estudiantes La Plata 5:2 Arsenio Erico (3), Emilio Reuben, Vicente de la Mata – Agustín Iturría, Francisco Juariste        |
| 12 grudnia 1937 | CA Argentino de Quilmes – CA Platense 3:2                                                                                                  |
| 12 grudnia 1937 | River Plate – Boca Juniors 3:2 mecz rozegrany został na stadionie klubu San Lorenzo de Almagro                                             |
| 12 grudnia 1937 | Talleres Remedios de Escalada – CA Vélez Sarsfield 1:1 Alberto Lorenzo – Oscar De Dovitis                                                  |
| 12 grudnia 1937 | CA Tigre – Argentinos Juniors 3:1 Juan Marvezzi, Eibar Ríos, Juan A. Fattoni – Miguel Botinelli                                            |

### Kolejka 34
| Data            | Mecz |
| --------------- | --- |
| 18 grudnia 1937 | Estudiantes La Plata – Ferro Carril Oeste 1:1 Agustín Iturría – Alberto Lijé                                                                                         |
| 19 grudnia 1937 | Argentinos Juniors – Atlanta Buenos Aires 2:3 Alfredo Pisapia, Miguel Botinelli – Lorenzo Tornarolli (3) mecz rozegrany został na stadionie klubu Ferro Carril Oeste |
| 19 grudnia 1937 | Boca Juniors – CA Tigre 8:0 Roberto Cherro (3), Alfredo Gáspari, Alfredo González (3), Atilio García                                                                 |
| 19 grudnia 1937 | Chacarita Juniors – CA Argentino de Quilmes 5:0 Cayetano Potro, Julio Gómez (2), Orlando Fenu, Manuel Spina Sívori                                                   |
| 19 grudnia 1937 | Independiente – Racing Club de Avellaneda 3:1 Emilio Reuben, Arsenio Erico (2) – Vicente Zito                                                                        |
| 19 grudnia 1937 | Club Atlético Lanús – CA Huracán 2:0 Julio A. Roca, Ángel Alfonso |
| 19 grudnia 1937 | CA Platense – River Plate 2:3 Adolfo Juárez (2) – Eladio Vaschetto, José M. Moreno (2)                                                                               |
| 19 grudnia 1937 | San Lorenzo de Almagro – Talleres Remedios de Escalada 4:2 Rubén Cavadini, Osvaldo Bottini, José Pérez, Arturo Naón – Alberto Lorenzo, Carlos Páez                   |
| 19 grudnia 1937 | CA Vélez Sarsfield – Gimnasia y Esgrima La Plata 1:0 Oscar Montañez s                                                                                                |

### Końcowa tabela sezonu 1937
| Poz | Klub                          | Mecze | Zw | Rem | Por | Pkt | BrZd | BrStr |
| --- | ----------------------------- | ----- | -- | --- | --- | --- | ---- | ----- |
| 1   | River Plate                   | 34    | 27 | 4   | 3   | 58  | 106  | 43    |
| 2   | Independiente                 | 34    | 25 | 2   | 7   | 52  | 106  | 54    |
| 3   | Boca Juniors                  | 34    | 20 | 5   | 9   | 45  | 101  | 57    |
| 4   | Racing Club de Avellaneda     | 34    | 16 | 8   | 10  | 40  | 87   | 65    |
| 5   | CA Vélez Sarsfield            | 34    | 18 | 4   | 12  | 40  | 63   | 58    |
| 6   | San Lorenzo de Almagro        | 34    | 15 | 9   | 10  | 39  | 70   | 62    |
| 7   | CA Huracán                    | 34    | 17 | 4   | 13  | 38  | 82   | 62    |
| 8   | Gimnasia y Esgrima La Plata   | 34    | 16 | 5   | 13  | 37  | 68   | 60    |
| 9   | Ferro Carril Oeste            | 34    | 15 | 5   | 14  | 35  | 78   | 79    |
| 10  | Estudiantes La Plata          | 34    | 13 | 8   | 13  | 34  | 63   | 64    |
| 11  | Atlanta Buenos Aires          | 34    | 12 | 7   | 15  | 31  | 61   | 66    |
| 12  | CA Platense                   | 34    | 12 | 7   | 15  | 31  | 61   | 67    |
| 13  | Club Atlético Lanús           | 34    | 13 | 5   | 16  | 31  | 68   | 79    |
| 14  | Chacarita Juniors             | 34    | 10 | 9   | 15  | 29  | 63   | 76    |
| 15  | Talleres Remedios de Escalada | 34    | 10 | 6   | 18  | 26  | 60   | 88    |
| 16  | CA Tigre                      | 34    | 11 | 3   | 20  | 25  | 62   | 84    |
| 17  | Argentinos Juniors            | 34    | 4  | 3   | 27  | 11  | 44   | 111   |
| 18  | CA Argentino de Quilmes       | 34    | 3  | 4   | 27  | 10  | 42   | 110   |

### Klasyfikacja strzelców bramek 1937
| Gole | Piłkarz             | Klub                      |
| ---- | ------------------- | ------------------------- |
| 47   | Arsenio Erico       | Independiente             |
| 32   | José Manuel Moreno  | River Plate               |
| 28   | Herminio Masantonio | CA Huracán                |
| 27   | Evaristo Barrera    | Racing Club de Avellaneda |
| 27   | Bernabé Ferreyra    | River Plate               |